# Гонен, Александра
Александра Гонен (фр. Alexandra Gonin) (26 марта 1967, Париж, Франция) — актриса кино, театра, и телевидения.

## Биография
Александра Гонен наиболее известна исполнением роли Саманты Фонтане, сестры подруги героини французской молодёжной комедии «Бум» и её продолжения «Бум 2».
С 1977 по 1982 год училась в Школе танца Парижской оперы. После её окончания, с 1983 по 1995 год — солистка балета Парижской оперы. Обладатель первой премии консерватории региона Булонь-Бийанкур.
Начиная с 2011 года преподаёт классический танец в своей альма-матер, которая с 1987 года располагается в пригороде Парижа Нантерре. Также работает преподавателем музыкальной комедии в школе парижского кино E.I.C.A.R..

## Фильмография
| Год  |   | Русское название               | Оригинальное название                       | Роль                                      |
| ---- | - | ------------------------------ | ------------------------------------------- | ----------------------------------------- |
| 1980 | ф | Бум                            | La boum                                     | Саманта Фонтане, сестра Пенелопы          |
| 1982 | ф | Бум 2                          | La boum 2                                   | Саманта Фонтане, сестра Пенелопы          |
| 1982 | ф | Любой огонь, совсем огонь      | Tout feu, tout flamme                       | Жюльетта Валанс                           |
| 1984 | ф | Родители не просты в этом году | Les parents ne sont pas simples cette année | Мария                                     |
| 1991 | ф | Зеппинг                        | Zapping                                     | Ивана Садик (Короткометражный фильм)      |
| 1992 | ф | Голос                          | La Voix                                     | Режиссёр Пьер Гранье-Дефер                |
| 1995 | ф | Русская рулетка                | Roulette russe                              | Пьера Ренард (Короткометражный фильм)     |
| 1996 | ф | Последняя Красная Шапочка      | Le Dernier Chaperon rouge                   | Жана Кунан (Короткометражный фильм)       |
| 1996 | ф | Секрет полишинеля              | Le secret de polichinelle                   | Франк Ландро (Короткометражный фильм)     |
| 2002 | ф | Океан зерна                    | Un océan de blé                             | Паскаля Рокард (Короткометражный фильм)   |
| 2002 | ф | Парадиско                      | Paradisco                                   | Стефана Ли-Кюонг (Короткометражный фильм) |

### Телевидение
- 2000 — 2002: Кордье, стражи порядка (фр. Les Cordier, juge et flic) (телесериал); Мэрайон Саррот